# پایگاه هوایی روآف نود و پنجم
پایگاه هوایی روآف نود و پنجم (به انگلیسی: RoAF 95th Air Base) یک فرودگاه نظامی و همگانی با کد یاتا BCM است که یک باند فرود آسفالت دارد و طول باند آن ۲۵۰۰ متر است. این فرودگاه در شهر باکائو کشور رومانی قرار دارد و در ارتفاع ۱۸۵ متری از سطح دریا واقع شده است.

## نگارخانه

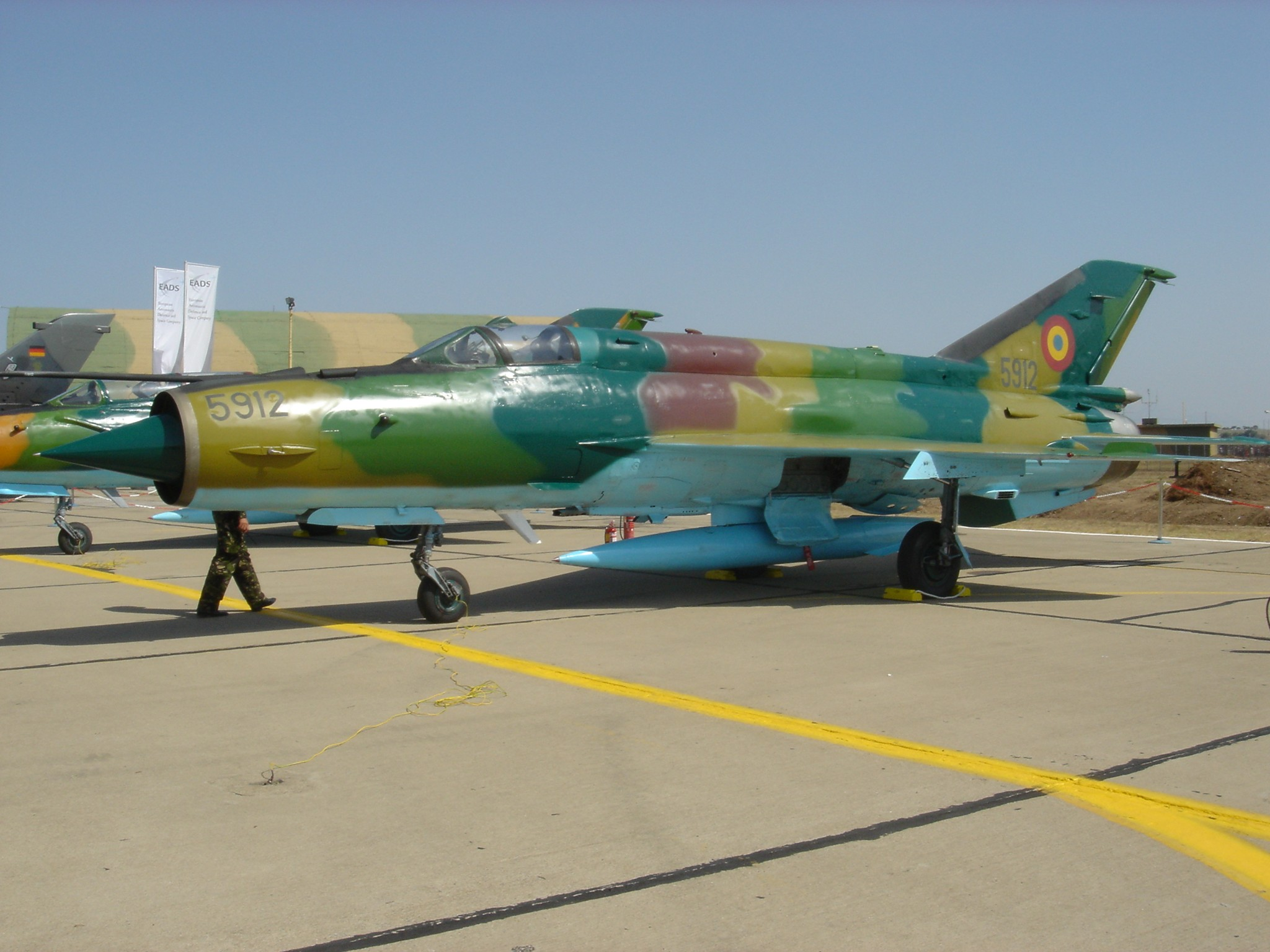
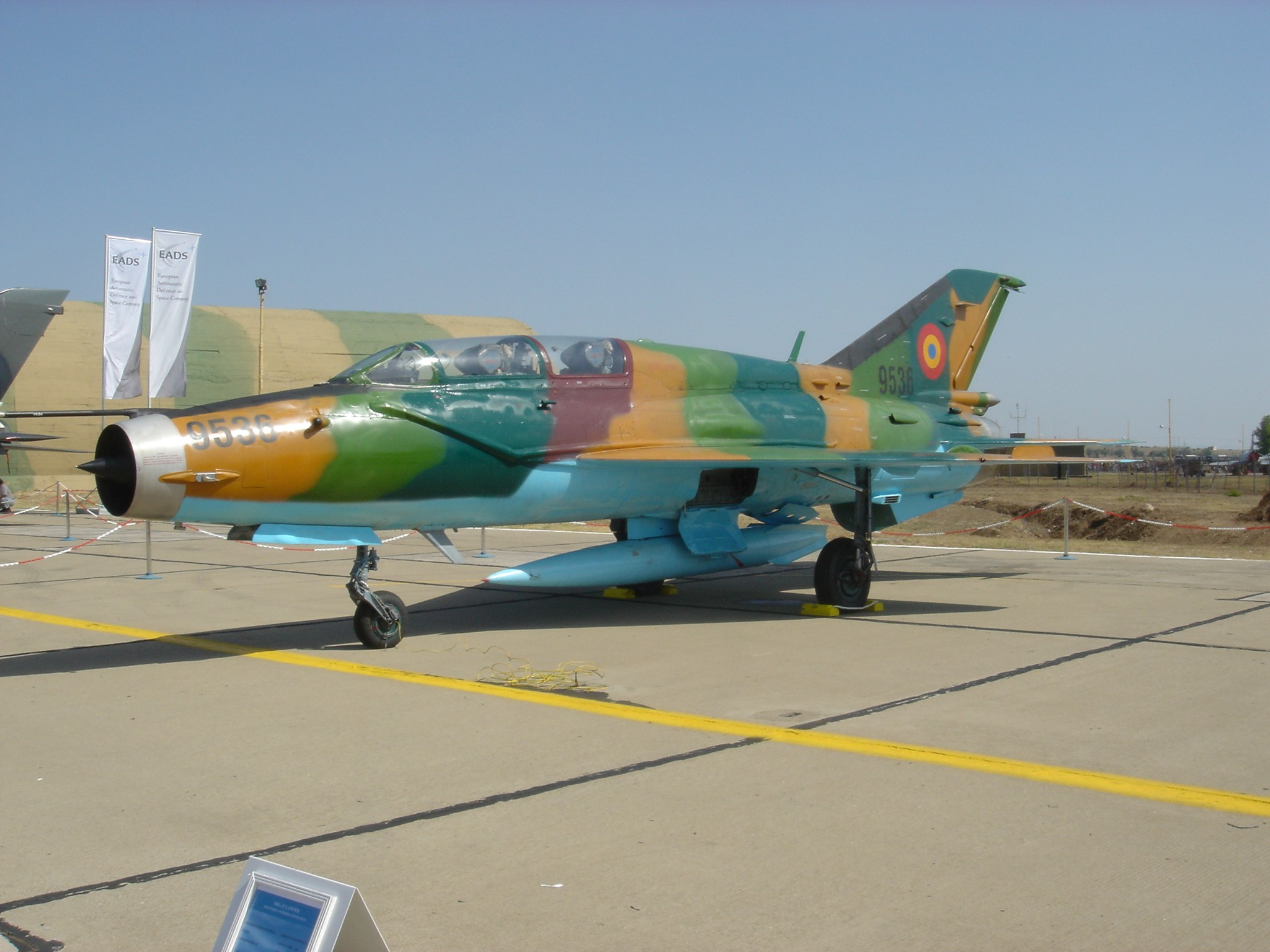
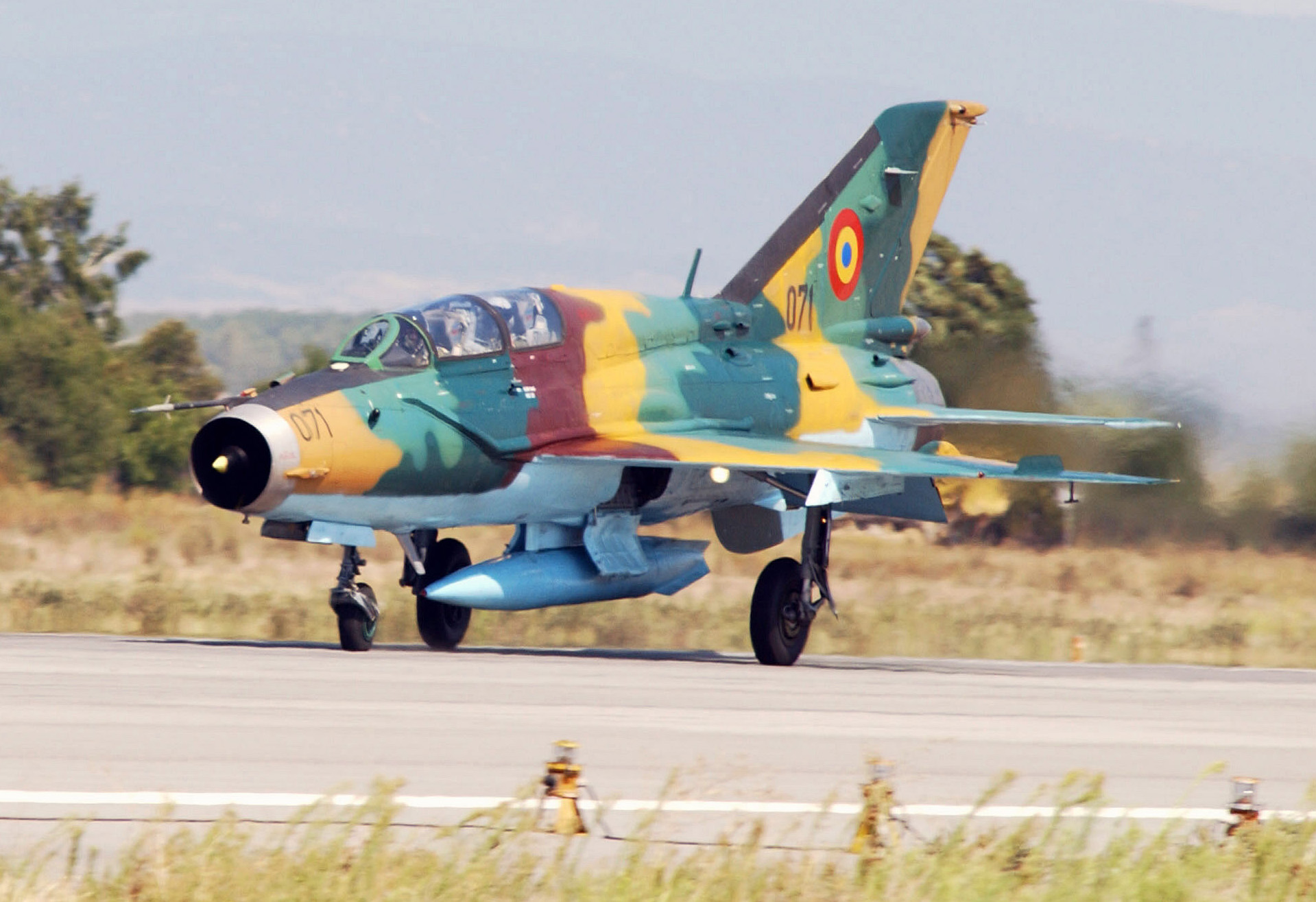